# Castello Aragonese (Ischia)

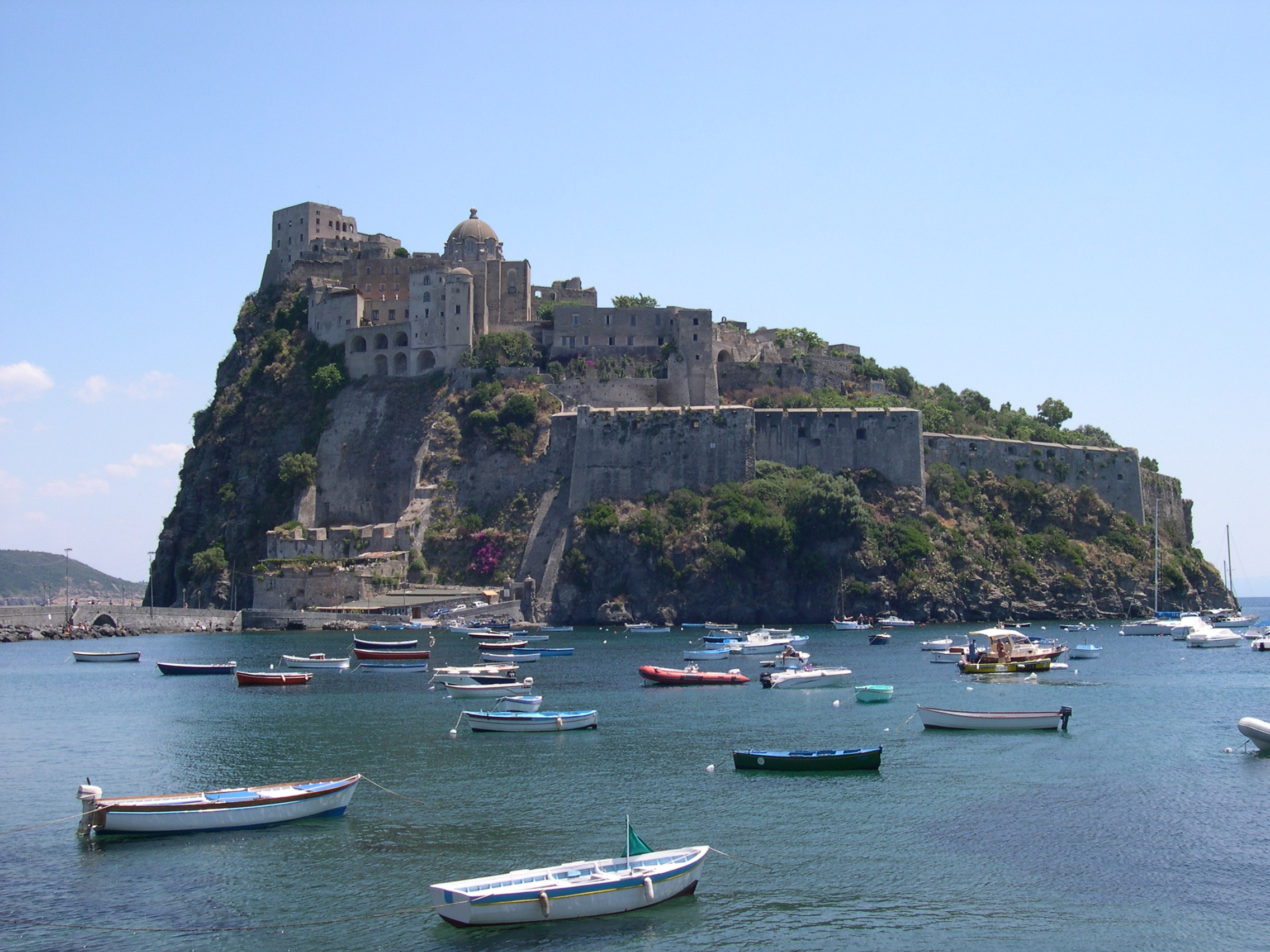
Castello Aragonese

Das Castello Aragonese ist eine Festung, die sich auf einer kleinen Felseninsel aus Trachyt an der Ostseite der Insel Ischia befindet. Sie ist durch eine gemauerte, 200 Meter lange Brücke mit dem alten Ort Borgo di Celsa verbunden, der heute mit dem Castello als Ortsteil Ponte der Gemeinde Ischia angehört.

## Geografie
Die Felseninsel entstand vor rund 300.000 Jahren als Staukuppe (vgl. Lavadom) bei einem Vulkanausbruch. Sie erreicht eine Höhe von 113 Metern ü. d. M. und bedeckt eine Fläche von rund 56.000 m².

## Geschichte

### Ursprünge
Der Bau der ersten Befestigung geht auf das Jahr 474 v. Chr. zurück, die nach ihrem Erbauer als Castrum Gironis benannt wurde. Der Tyrann Hieron I. von Syrakus leistete mit seiner eigenen Flotte den Einwohnern Cumaes Hilfe gegen die Etrusker und trug wesentlich zu deren Niederlage bei der Schlacht von Cumae in den Gewässern vor Lacco Ameno auf Ischia bei. Danach entschieden die Cumaner, ihrem Verbündeten die gesamte Insel als Gegenleistung zu überlassen.
Die Festung wurde dann von den Parthenopern erobert, die die Kontrolle über die Insel schließlich 315 v. Chr. an die Römer verloren, die dort die Kolonie Aenaria gründeten. Die Burg wurde als Verteidigungsanlage genutzt, Wohnbauten und einige Türme zur Überwachung der See wurden hinzugefügt. In den folgenden Jahrhunderten wurde die ursprüngliche Festung des Hieron grundsätzlich umgewandelt, um der Wohnbevölkerung Schutz gegen die jeweils das Gebiet erobernden Goten, Vandalen, Araber, Normannen, Staufer und schließlich die Truppen des Hauses Anjou zu bieten. Nach dem Ausbruch des Monte Trippodi 1301 erhöhte sich die Bevölkerungszahl durch den Umzug von Einwohnern aus der zerstörten Stadt Geronda auf die Insel, was dem Ort zunehmend den Charakter einer kleinen Stadt verlieh.

### Frühe Neuzeit

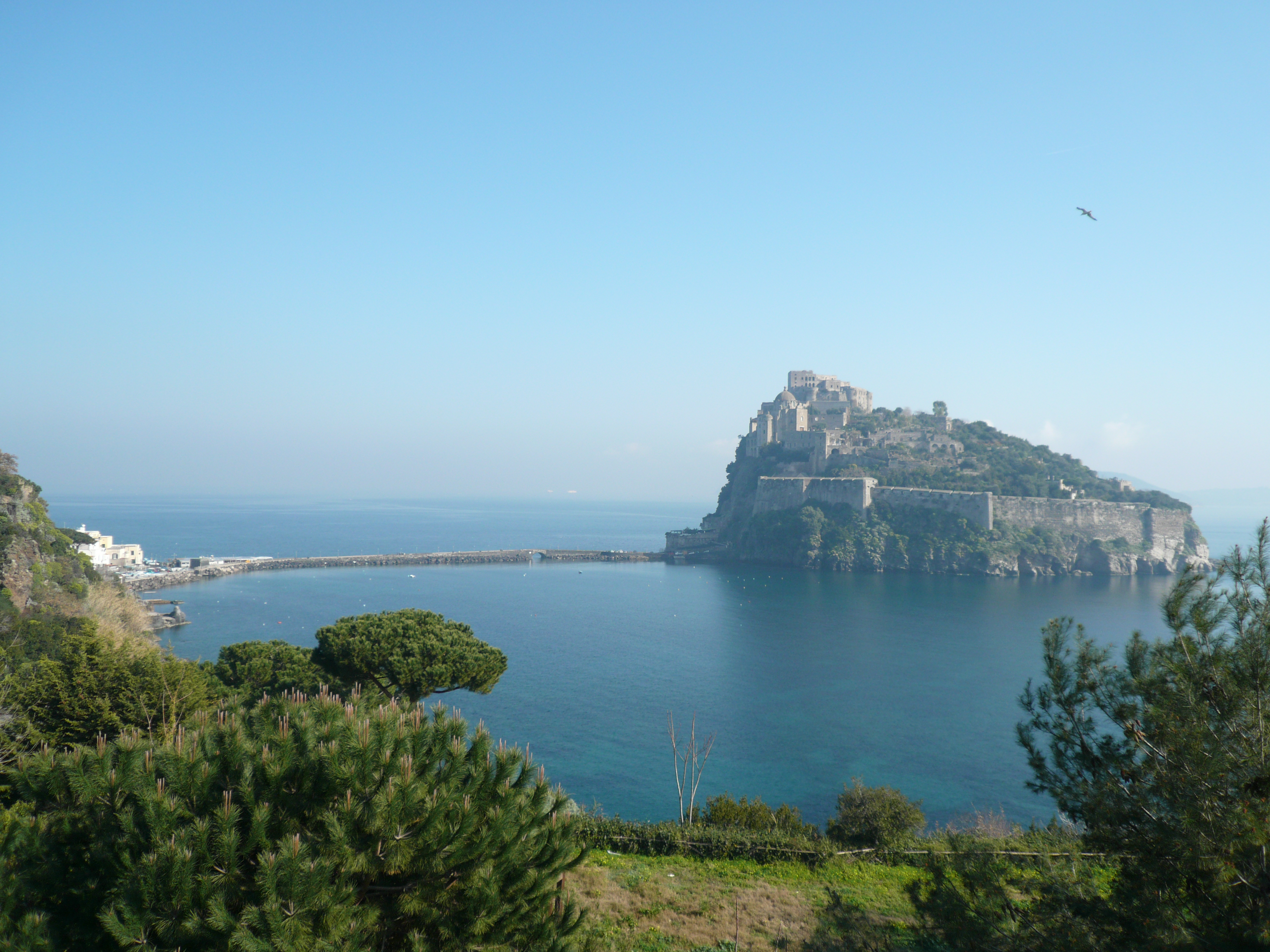
Blick auf die Südseite

Die Aragonesen schließlich verliehen der Burg ihre heutige Gestalt: einen viereckigen ummauerten Kern, der von vier Türmen bekrönt wird. Ausgehend vom Bergfried der frühen Anjou-Herrschaft ließ Alfons I. von Neapel und Sizilien 1441 ein Gebäude nach dem Vorbild des Maschio Angioino in Neapel errichten. Er ließ die Insel auch durch eine erste Holzbrücke mit Ischia verbinden, die später durch eine Steinbrücke ersetzt wurde, während bis in die Mitte des 15. Jahrhunderts der einzige Zugang zur Burg selbst in einer äußeren Treppe bestand, von der heute noch auf der in Richtung Vivara gelegenen Seite einige Reste zu erkennen sind. Darüber hinaus wurden zur Aufnahme der Zivilbevölkerung Ischias einige wuchtige Befestigungsmauern und Wehranlagen errichtet, darunter die so genannten piombatoi (Einzahl piombatoio, eine Art Wehrerker), die Piratenangriffe abwehren sollten.
Im Inneren des Gebäudes befanden sich die königlichen Wohnräume sowie Räume für den Hofstaat, das Militär und die Dienerschaft. Am Fuß der Burg wurde eine Kasematte erbaut, die der Garnison, die die Zugbrücke bediente, als Quartier diente. Ihre Blüte erlebten Insel und Burg am Ende des 16. Jahrhunderts: In dieser Zeit beherbergte die Festung 1892 Familien, ein Clarissenkloster, eine Basilianer-Abtei, einen Bischofssitz sowie die Residenz des Fürsten mit seiner Garnison. Unter den dreizehn Kirchen befand sich eine Kathedrale, in der am 27. Dezember 1509 die Hochzeit zwischen Fernando Francesco d’Avalos, Markgraf von Pescara und Condottiere der kaiserlichen Truppen Karls V. und der Dichterin Vittoria Colonna stattfand. Der Aufenthalt Vittoria Colonnas zwischen 1501 und 1536 zog zahlreiche Renaissance-Künstler an, so hielten sich unter anderem Michelangelo Buonarroti, Ludovico Ariosto, Jacopo Sannazaro, Giovanni Pontano, Bernardo Tasso, Annibale Caro und Pietro Aretino an dem Ort auf.

### 18. Jahrhundert bis heute

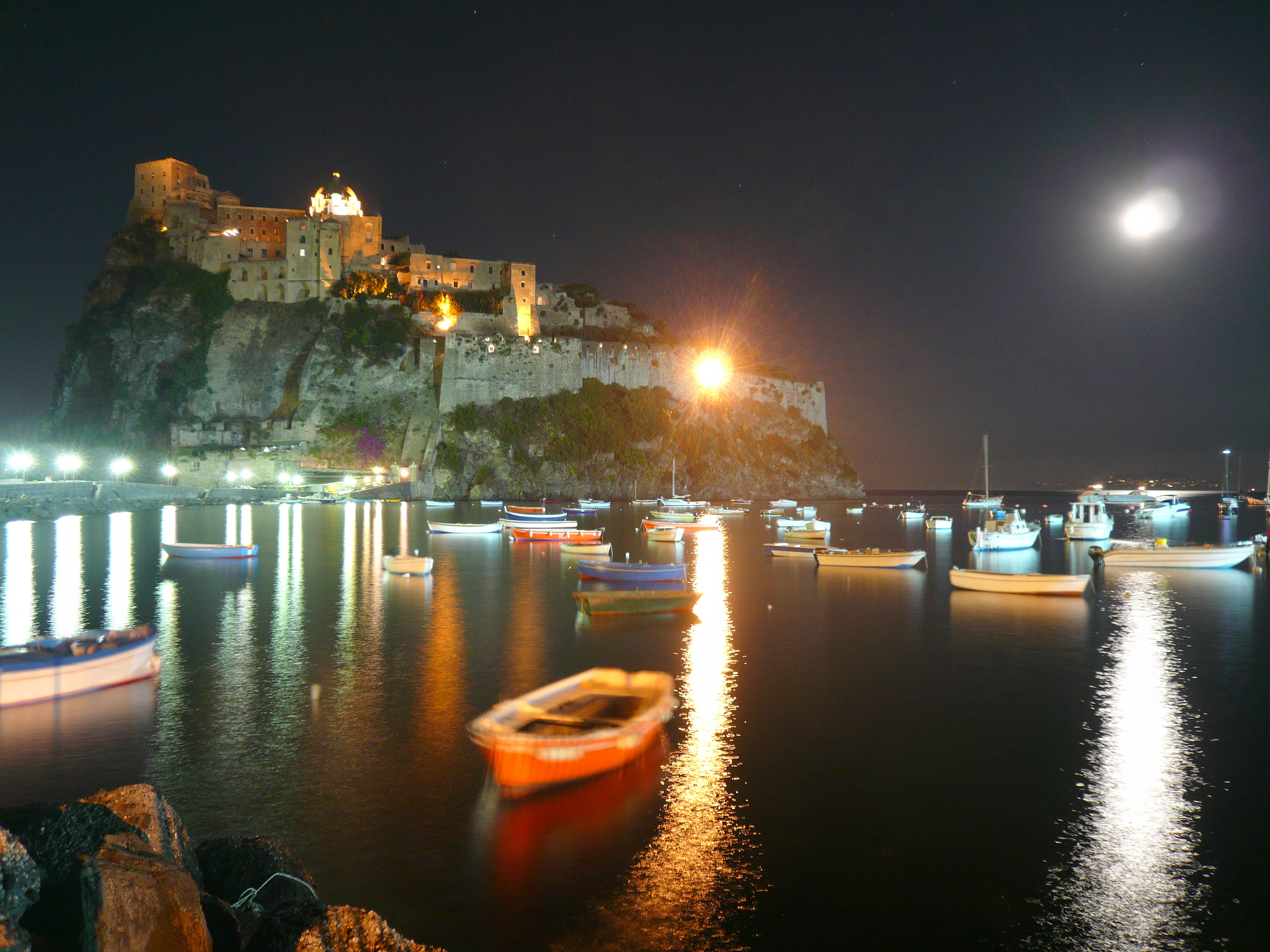
Ansicht bei Nacht

In der zweiten Hälfte des 18. Jahrhunderts verließen unter dem Eindruck sich verringernder Piratenüberfälle mehr und mehr die Bewohner die Insel, auch um auf Ischia an geeigneten Orten der Landwirtschaft und dem Fischfang nachzugehen. 1809 belagerten britische Truppen die Burg, die unter   französischen Kommando  stand, und zerstörten sie durch Kanonenfeuer fast völlig. König Ferdinand I. von Sizilien siedelte 1823 die verbliebenen 30 Einwohner um und baute die Burg zu einem Gefängnis für lebenslang Verurteilte um; die Gemächer wurden als Quartiere für die Wärter genutzt. Ab 1851 wurde die Burg zum politischen Gefängnis der Bourbonen-Herrschaft für die Anhänger des Risorgimento, unter anderem saßen Carlo Poerio, Luigi Settembrini, Michele Pironti und Pasquale Battistessa hier ein. 1860 wurde Ischia mit der Ankunft Giuseppe Garibaldis in Neapel Teil des italienischen Königreichs, und das Gefängnis wurde aufgelöst.
Am 8. Juni 1912 gab die Verwaltung den Staatsbesitz zur Auktion frei, seither befindet es sich in Privateigentum. Bis heute liegen auch Verwaltung und Erhaltung in privater Hand.

## Sehenswürdigkeiten und Veranstaltungen

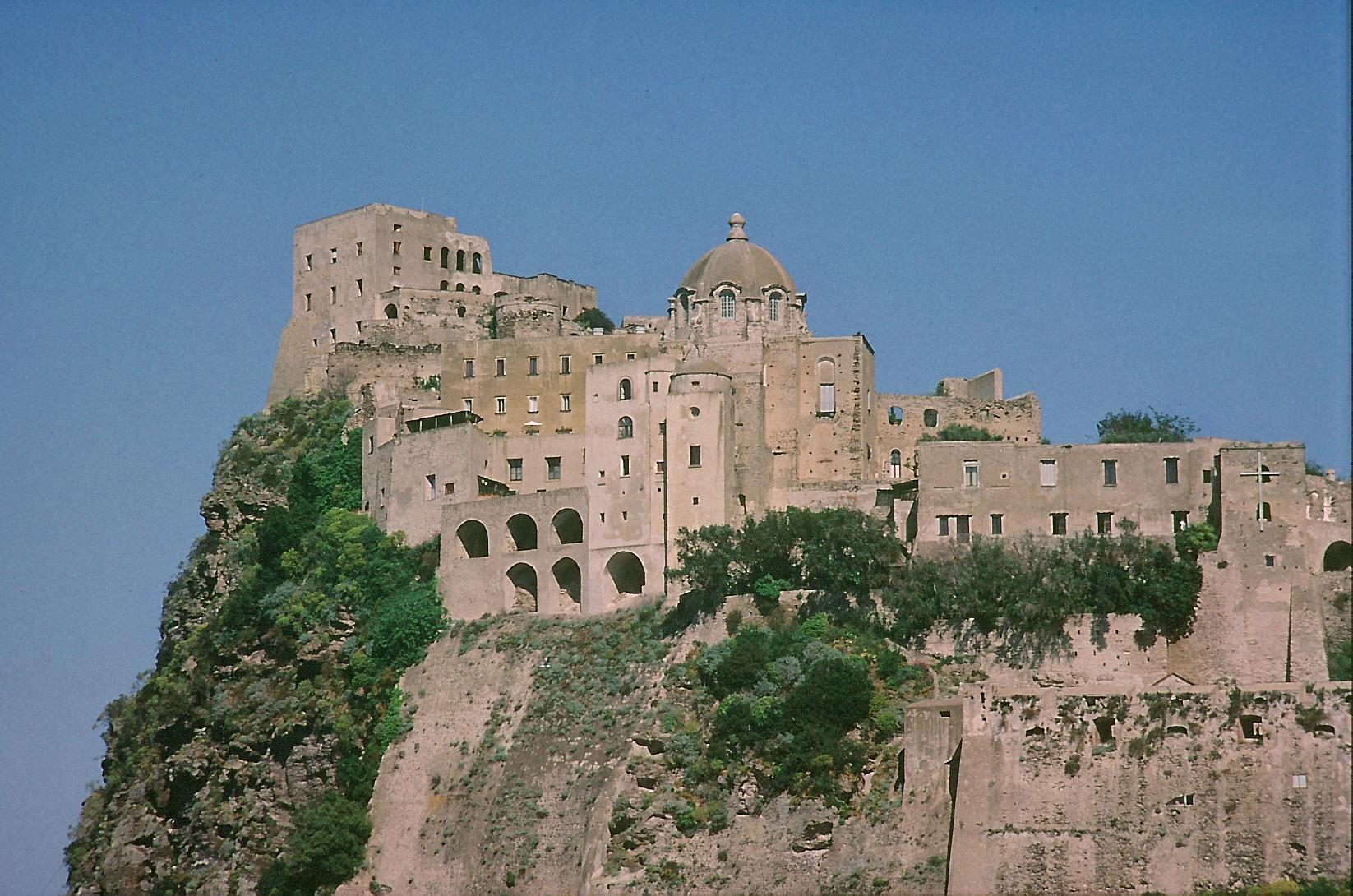
Blick auf Burg und die Kuppel der Immacolata-Kirche

- Chiesa dell'Immacolata (18. Jh.), deren Kuppel die Burg dominiert und die einen großartigen Blick auf das gegenüber liegende Ponte bietet.
- Convento delle Clarisse mit unterirdischer Gruft (16. Jh.), in der die natürlich mumifizierten Leichname der Nonnen aufrecht sitzend auf Steinbänken bestattet waren.
- Cattedrale dell'Assunta (14. Jh.) mit Krypta, die Fresken aus der Schule des Giotto di Bondone birgt.
- Kirche San Pietro a Pantaniello (16. Jh.), deren Entwurf dem bedeutenden Renaissance-Architekten Jacopo Barozzi da Vignola zugeschrieben wurde.
- Kirche Santa Maria delle Grazie (16. Jh.)
- Kerker der politischen Gefangenen (18. Jh.)
- Abtei der Basiliani di Grecia

Seit den 1970er Jahren dient die Burg als Ausstellungsort bedeutender Kunstschauen, so mit Werken unter anderem von Giorgio Morandi, Giacomo Manzù, Filippo De Pisis, Giorgio De Chirico, Pablo Picasso, Salvador Dalí und Aligi Sassu. Sie ist außerdem Austragungsort des Festival di Musica Arti e Spettacolo („Festival von Musik, Kunst und Theater“).